# Лок-Хейвен
Лок Хейвен (англ. Lock Haven) — город в округе Клинтон, штат Пенсильвания, Соединённые Штаты Америки. Население города по данным переписи 2020 года — 8 108 человек. Зарегистрирован как «боро» в 1844 году, как город — в 1870 году. Основан в 1833 году в месте, где ранее долгое время проживали представители доколумбовых цивилизаций. Изначально служил пристанищем для лесорубов, лодочников и других путешественников по реке.
Добыча природных ресурсов и их перевозка служили основным источником роста города до конца XIX века. В XX веке основой экономики города стали завод по производству легких самолетов, колледж и бумажная фабрика, а также множество более мелких предприятий. Частые наводнения, особенно наводнение 1972 года, нанесли ущерб местной промышленности и привели к высокому уровню безработицы в 1980-х годах. В настоящее время город защищает дамба, построенная в 1995 году. Хотя промышленность остаётся важной частью экономики города, около трети трудоспособного населения работает в сфере здравоохранения, образования и в социальных службах.
В городе имеется три объекта, включённых в Национальный реестр исторических мест США.